# Trentepohlia (Mongoma) madagascariensis
Trentepohlia (Mongoma) madagascariensis is een tweevleugelige uit de familie steltmuggen (Limoniidae). De soort komt voor in het Afrotropisch gebied.